# Ayşe Sultan
Ayşe Sultan (en turco otomano: عائشه سلطان;  "viva") (Estambul, c.1608 — Estambul, mayo de 1656) fue hija del sultán Ahmed I y Kösem Sultan. Es recordada como una de las princesas más ricas e influyentes del Imperio Otomano. Era hermana de Osman II, Murad IV e Ibrahim I, y sobrina de Mustafa I.

## Vida
Ayşe nació entre 1605 a 1610, aunque la gran mayoría de historiadores creen que nació en 1608, la fecha aún es disputada debido a tanta destrucción de archivos. Era hija de Ahmed I y su consorte, Kösem Sultan. 
En aquellos tiempos, la misión más importante de las sultanas era asegurar el futuro de los príncipes, y por eso Ayşe se vio obligada a casarse con Damat Nasuh Paşa, el Gran Visir, cuando tenía solamente 4 años.
Este famoso matrimonio hizo de ella una de las mujeres más ricas del imperio porque después de la muerte de su marido, que era uno de los hombres más ricos de la época, heredó una gran parte de esa fortuna.
La sultana fue educada con el fin de influir en la política del Estado, al igual que su hermana Fatma y a diferencia de sus cuatro hermanas, Hanzade, Gevherhan, Atike y Abide, Ayşe era una mujer ambiciosa y su palabra influía fuertemente sobre la política, para ella el futuro político de sus hermanos era más importante que cualquier otra cosa.
Según la historia, Ayşe Sultan era muy cercana a su hermano Şehzade Kasım, al que prefería ante todos los demás, al igual que su madre, que vio en Kasım el heredero ideal para el trono. Gracias a sus varios matrimonios con personajes influyentes, Ayşe Sultan se aseguró a sí misma y también a su madre (después de la regencia) un lugar en el diván.
Ella tuvo dos hijos de su tercer esposo. Ella tenía un hijo llamado Mustafa quién murió en la infancia.
También fue conocida por haber sido humillada junto a una de sus sobrinas y dos de sus hermanas a servirle a Telli Hümaşah Sultan, la consorte de Ibrahim. Ibrahim creyó que ellas le servían mal a su amada y las exilió al palacio de Edirne.

## Muerte
Ayşe deja de ser mencionada en archivos en mayo de 1656, y lo más probable es que haya fallecido durante ese año. Esta enterrada en Mezquita Azul, junto a su padre, madre y hermanos.

## Descendencia
De sus más de cinco matrimonios, Ayşe sólo tuvo un hijo. Según el embajador veneciano, Simon Contarini, Ayşe tuvo sólo abortos y mortinatos:
- Sultanzade Mustafa Bey (1629 — 1687), gobernador de Anatolia. Se desconoce si se casó o tuvo descendencia.

## En la ficción
Sude Zülâl Güler interpretó a una adolescente Ayşe Sultan en la serie histórica televisiva Muhteşem Yüzyıl Kösem.